# ولسوالی کنگ
کنگ یکی از ولسوالی‌های ولایت نیمروز در جنوب باختری افغانستان است. جمعیت آن در سال ٢۰٢۰ میلادی، ٢٥٬٣٧۶ نفر اعلام شده‌است.

## جغرافیا
ولسوالی کنگ از شرق با ولسوالی چخانسور از جنوب با ولسوالی زرنج و از غرب و شمال با کشور ایران همسرحد است که مرز آن با ایران به طول ٥۶.۴ کیلومتر میباشد.

## صنایع دستی
از صنایع دستی تولیدی در این شهر به فرش بلوچی و سوزن دوزی بلوچی که توسط بلوچ های افغانستان عرضه می شود می توان نام برد.

## منبع‌ها
1. ↑  «برآورد نفوس کشور:١٣٩٩» (PDF). اداره احصائیه مرکزی افغانستان. بایگانی‌شده از اصلی (PDF) در ۲۶ آوریل ۲۰۲۱. دریافت‌شده در ٣۰ آوریل ٢۰٢١.
2. ↑  انصاری، سلطان محمد (١٣٩۰) [١٣٩۰]. جغرافیای عمومی افغانستان. ج. اول. کابل: مؤسسه نشر و پخش سرور سعادت. ص. ۳۱-۳۵.
3. ↑  "Baluchi rug". دانشنامه ایرانیکا.
4. ↑  "بازار فروش لباس خاص بلوچى در نيمروز رونق يافته است".